# Granbyhällen, Husby
Ej att förväxla med Granbyhällen, Granby
Granbyhällen (med signum U RR1987;134) är en runristning i fast häll från 1000-talet i stadsdelen Husby, Stockholms kommun, som upptäcktes 1941 av en värnpliktig.

## Beskrivning

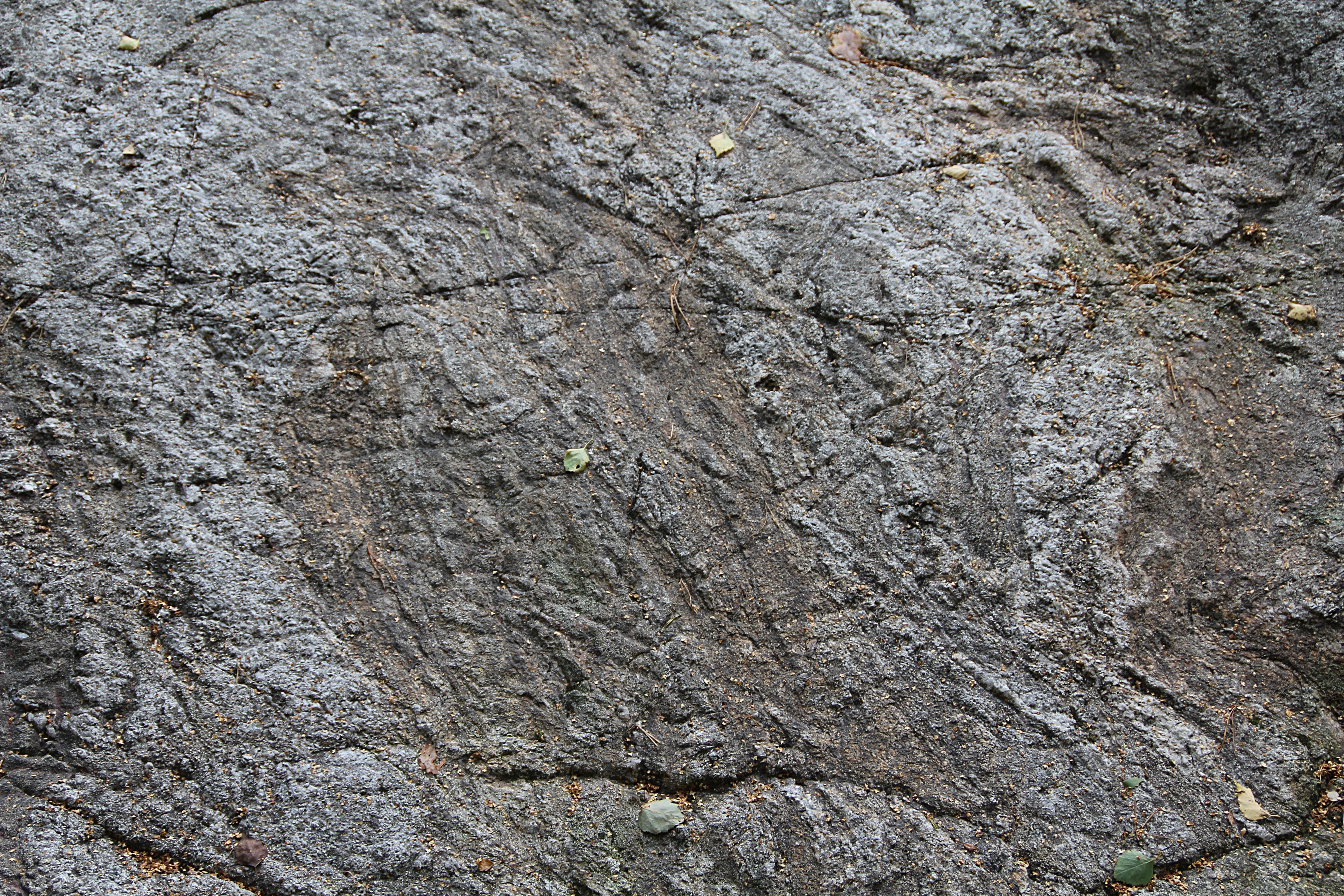
Granbyhällen, detalj.

Runristningen  finns på en stenhäll intill den gamla byvägen mellan Husby gård och Granby gård på Järvafältet. Själva ristningen är mycket svag och söndervittrad. Ristningsytan är 1,72 meter hög och 2,66 meter bred och återfinns på hällens norra sida. Runtexten har en bredd av cirka 7-10 centimeter. Ristningen är svårtydd och har en symmetrisk, svagt konisk form. Ristningen uppvisar även ett mindre banddjur utan runor samt små ormar.
Det sägs att ristningen upptäcktes 1941 av en värnpliktig som var i färd med att under en övning gräva ett skyttevärn. Då han halkade till på hällen frilades ristningen under mossan. Den i texten angivna platsen "Husa" torde avse en numera försvunnen by i närheten.

## Inskriften
Translitterering av runraden:
ikilauh × lit + hakua · eli þsa · eftʀ + sun sin × sihfastr · auk · -ihilt · broþiʀ hans · þ-u muþrkun bua i hu-um
Normalisering till runsvenska:
Ingilaug let haggva hælli þessa æftiʀ sun sinn Sigfastr, ok -ihilt, broðiʀ hans. Þ[a]u møðrgin/møðrgyn bua i Hu[s]um(?).
Översättning till nusvenska:
Ingelög lät hugga denna häll efter sin son Sigfast och ... hans broder [lät också hugga ?]. De, moder och son, bor i Husa [?]
Enligt Evert Salberger -ihilt ingår i elliptisk huvudsats och ska läsas som -ihi l<i>t och tydas «-ihi lät». -ihi är ett kortnamn som Sige eller Vige: och Sige(?) (eller Vige(?)), hans broder, lät [hugga denna häll].